# ظلال القطمون
ظلال القطمون هي رواية سردية للأديب الفلسطيني الكاتب إبراهيم السعافين. صدرت عام 2020، عن الدار الأهلية في عمّان. تتناول الرواية معاناة الشعب الفلسطيني خلال الفترة التي سبقت نكبة عام 1948. فازت ظلال القطمون بجائزة فلسطين للآداب عام 2020، التي مُنحت من وزارة الثقافة الفلسطينية.

## نبذة عن الرواية
تسلط الرواية الضوء على المؤامرة التي تعرض لها الفلسطينيون، والتي أدت إلى اقتلاعهم من أرضهم وتهجيرهم قسرًا إلى المنافي، بعد أن استولت العصابات الصهيونية على الأرض وارتكبت المجازر، مستخدمة القتل والعنف لطرد السكان من بيوتهم. ورغم شراسة المؤامرة، لم يستسلم الفلسطينيون، بل استمروا في النضال، وكانت قيادة عبد القادر الحسيني رمزًا بارزًا لصمودهم وتضحياتهم في مواجهة المشروع الصهيوني قبل وقوع النكبة.

#### الرمزية في الرواية
تحمل الرواية رمزية عميقة تعكس معاناة الفلسطينيين جراء نكبة 1948. يتخذ العنوان من حي القطمون المحتل في القدس نقطة انطلاق، حيث يترك منصور اللحام، أحد أبطال الرواية، لوحة فنية في بيته بحي الطالبية الذي هُجِّر منه مع زوجته مارغريت.
تعكس الرواية الأبعاد الاجتماعية والثقافية للمجتمع الفلسطيني قبل النكبة، متناولة دور التعليم والصحافة من خلال شخصيات مثل منصور اللحام العائد من بريطانيا، وعلي الأمير الصحفي المقاوم في جريدة فلسطين. ورغم الألم والتهجير، يبقى الأمل حاضرًا، كما يتجلى في زواج ربيحة اللاجئة في عمّان من علي الأمير في يافا، وولادة طفلهما عمار، تأكيدًا على استمرار الحياة والتمسك بالحق الفلسطيني.
رغم تناول الرواية للمشهد المأساوي عشية النكبة، إلا أنها لم تركز على توثيق الهزيمة، بل سلطت الضوء على صور المقاومة التي أبدعها الفلسطيني في الدفاع عن أرضه وهويته. تعد الرواية بمثابة ألبوم تاريخي ثمين يجسد مواقف البطولة التي منعت الفلسطيني من الاندثار، وحافظت على حلم العودة.

#### القدس في الرواية
القدس ليست مجرد فضاء مكاني للأحداث، بل تتشابك فيها الأبعاد التاريخية والروحية والأسطورية. فالسردية المقدسية في ظلال القطمون، لا تقتصر على تذكر المكان أو تخيله فقط، بل تعبر عن التوق الصوفي إليه وكأنه سرٌ دفين في الروح الفلسطينية.
كتب السعافين روايته بعد 70 عامًا من وقوع أحداثها، ما جعله يعتمد على الروايات الشفوية والمصادر التاريخية إلى جانب الخيال الأدبي. ومن أبرز ما ميز الرواية، وصفه الدقيق للمدن الفلسطينية، حيث بدت القدس وضواحيها كأنها شخصيات قائمة بذاتها، نابضة بالحياة، محاصرة بالعدوان الصهيوني، لكنها شامخة بصمود أهلها.

#### الشخصيات والبناء السردي
اتسمت الرواية ببناء سردي متقن وتعدد في الأساليب الفنية، مستفيدة من وعي الكاتب النقدي. ركز السعافين على المثقفين الفلسطينيين، مثل شخصية منصور اللحام، كما قدم صورة مختلفة للإنجليز، مستفيدًا من تجارب أدباء مثل جبرا إبراهيم جبرا وفدوى طوقان، حيث لم يقتصر طرحه على صورة المستعمر، بل شمل نماذج متنوعة، من بينهم المتعاطفون مع القضية الفلسطينية.
يمزج السرد بين التاريخ والخيال، مسلطًا الضوء على شخصيات نضالية بارزة مثل عبد القادر الحسيني، قائد المقاومة ضد الإنجليز والصهاينة، وأنطون التلحمي، الذي قاد هجومًا على الوكالة اليهودية، ليجسد وحدة النضال بين المسلمين والمسيحيين. كما تبرز شخصية الضابط المصري السيد طه (الضبع الأسود) الذي رفض الاستسلام في حصار الفالوجة.

## الأهازيج في رواية ظلال القطمون
تُوظف الأهازيج في الرواية كأداة تعبيرية تحمل ألحانًا موسيقية، تُستخدم لتعزيز الهوية الفلسطينية ومقاومة الاحتلال ثقافيًا. تنوعت هذه الأهازيج بين التراثية، والعتاب، والحرب، والخسارة، لتعكس مراحل النضال الفلسطيني قبل النكبة وبعدها.

يرصد الراوي الأحداث من وعد بلفور حتى نكبة 1948 عبر أهازيج تصف واقع الفلسطينيين في المظاهرات والمعارك، مثل مظاهرة "الجهاد المقدس" بقيادة عبد القادر الحسيني، كما يبرز دور الأهازيج في العتاب، منتقدًا تخاذل بعض العرب عن نصرة فلسطين:
طلت البارودة والسبع ما طل يا بوز البارودة من دمو مبتل
في مشاهد الحرب، تحث الأهازيج على القتال والصمود، مؤكدًا أن النضال مستمر:
اضرب رصاص خلي رصاصك صايب
كما تتناول الرواية دعم بعض الدول العربية للقضية الفلسطينية، عبر أهازيج باللهجات المصرية والأردنية، لتؤكد مشاركة العرب في المعركة:
هب الرصاص والبارود غنى

يا جيش العرب يا حامي وطنا
رغم المأساة، توظف الرواية الأهازيج التراثية في الحب والزواج، مشيرةً إلى ارتباط الفلسطينيين بأرضهم رغم الألم، حيث تعكس أهازيج الأعراس الأمل والاستمرار:
عريسنا زين الشباب
في النهاية، تُبرز الرواية أهازيج الخسارة، التي تصف الخذلان والتقسيم، لكنّها تحمل أيضًا وعيدًا للعدو، مؤكدةً أن الفلسطيني لن يستسلم، بل سيتمسك بالمقاومة حتى استعادة وطنه.